# Gmina Rrashbull
Gmina Rrashbull (alb. Komuna Rrashbull) – gmina położona w środkowej części Albanii. Administracyjnie należy do okręgu Durrës w obwodzie Durrës. W 2011 roku populacja gminy wynosiła 24 081, 11 887 kobiet oraz 12 194 mężczyzn, z czego Albańczycy stanowili 86,86% mieszkańców,  Macedończycy 0,14%.
W skład gminy wchodzi osiem miejscowości: Rrashbull, Arapaj, Shinovlash, Shkallnur, Manskuri, Rromanat, Bozaxhijë, Xhafzotaj.